# Rasol
Rasol este un tip de mâncare românească.

## Preparare
E făcut din carne, cartofi, precum și mai multe alte legume, fierte împreună. Carnea poate fi atât de la o pasăre (de obicei un pui, dar, de asemenea, rață, gâscă sau de curcan, toate sunt în mod tradițional domestice din România) sau poate fi carne de porc sau de carne de vită. Pentru carnea de pasăre, de obicei, un pui întreg este folosit, tăiat în bucăți, pentru alt caz, piciorul este utilizat de obicei pentru această placă (că o parte din piciorul de porc este de fapt numită rasol, de obicei, folosind rasoluri plural). Cartofi (cojiți) și morcovi, roșii și ceapă sunt fierte întregi împreună cu carnea. Acesta este de obicei servit împreună cu o parte din supa rezultată, precum și cu mujdei sau hrean.
Mai poate fi și din pește (mai rar).